# René Walschot
René Walshot (Beersel, 20 de abril de 1916–Halle, 16 de junio de 2003) fue un ciclista belga. Apodado Voske, fue profesional entre 1936 y 1942 y nuevamente de 1946 a 1953, siendo un especialista de las clásicas.
Entre sus éxitos, destacan los podios en la Vuelta a Bélgica (1937), en la Burdeos-París (1938, 1939, 1948) y en la Flecha Valona (1946).

## Palmarés
1935
- Lessen- Gran Premio des Carrières

1936
- 1.º en Hoegaarden
- 1.º en Hombeek
- 1.º en Gran Premio de Haspengouw
- Victoria de etapa en el Tour del Norte

1937
- 1.º en París-Limoges

1939
- 1.º en Derby de St Germain

1949
- 1.º en De Drie Zustersteden - Trois Villes soeurs

1950
- 1.º en De Drie Zustersteden - Trois Villes soeurs

1953
- 1.º en Ronse